# ينس جوسيف
ينس جوسيف (بالألمانية: Jens Josef)‏ هو ملحن ألماني، ولد في 5 أغسطس 1967 في زولينغن في ألمانيا.

## وصلات خارجية
- ينس جوسيف على موقع ميوزك برينز (الإنجليزية)